# غاريت كالدويل
غاريت كالدويل (بالإنجليزية: Garrett Caldwell)‏ (6 نوفمبر 1973 ببرينستون في الولايات المتحدة - ) هو لاعب كرة قدم أمريكي في مركز حراسة المرمى. شارك مع منتخب كندا تحت 20 سنة لكرة القدم ومنتخب كندا تحت 23 سنة لكرة القدم. أما مع النوادي، فقد لعب مع كولتشستر يونايتد وSC Toronto ‏ وPrinceton Tigers ‏ وWinnipeg Fury ‏.